# Кузман Илиев
Кузман Илиев Илиев е български футболист, икономически и политически анализатор, журналист и продуцент. Женен е за журналистката Константина Живова.

## Биография
Роден е през 1986 г. в София, Народна република България. Завършва Френската езикова гимназия „Алфонс дьо Ламартин“. Има неуспешна кариера като футболист в ЦСКА. Магистър по публичен мениджмънт от Института за политически изследвания в Тулуза, Франция. Докторант по икономика от Стопанската академия в Свищов. Започва да се занимава с консултантски и продуцентски бизнес. Участва в изследвания на Съвета за икономически и публични политики към УНСС.
През 2018 г. става носител на награда за телевизионна журналистика „Свети Влас“. В студентските години Кузман е избран за „Студент на годината“ на НБУ, печели и престижната стипендия „Чарлз Мозер“. Двукратен победител е в национални конкурси за есе, организирани съвместно от български евродепутати и Европейския парламент.
Става автор и съводещ на предаването за икономика и финанси Boom&Bust по телевизия Bloomberg TV Bulgaria, както и на политическото вечерно шоу „Денят ON AIR“ по телевизия „България Он Еър“. В този период разполага с регулярна аналитична рубрика в предаването Investbook по Bloomberg TV Bulgaria. По-късно преминава в Телевизия Европа, където е съавтор и водещ на телевизионното предаване за политика и икономика „Плюс-Минус“. Той е съосновател и изпълнителен директор на продуцентската къща Cadre. Съосновател и икономически експерт в института Brain Workshop Institute.
На парламентарните избори през април 2021 г. е кандидат за народен представител в листата на ВМРО-БНД, за 24-ти и 25-и МИР – София, издигнат от гражданската квота.
През юли 2023 г. оглавява Съюза за стопанска инициатива.